# اکسل بورگمن
اکسل بورگمن (انگلیسی: Axel Borgmann؛ زادهٔ ۸ ژوئیهٔ ۱۹۹۴) بازیکن فوتبال اهل آلمان است.
از باشگاه‌هایی که در آن بازی کرده‌است می‌توان به باشگاه فوتبال فادوتس اشاره کرد.